# بربيت أسود الطوق
بربيت أسود الطوق (الاسم العلمي: Lybius torquatus) (بالإنجليزية: Black-collared Barbet)‏ هو نوع من الطيور يتبع جنس البربيت الأفريقي من الفصيلة البربيتية.